# Сельяметса
Сельяметса (ест. Seljametsa) — село в Естонії у волості Пайкузе повіту Пя́рнумаа (південно-західна Естонія). Населення становить 310 осіб (станом на 2005). У селі діє краєзнавчий музей, котрий розмістився в приміщенні колишнього маслоробного цеху.
В околицях села є мальовниче однойменне озеро (озеро Сельяметса), що має кар'єрне походження; до озера прокладений туристичний маршрут.

## Галерея

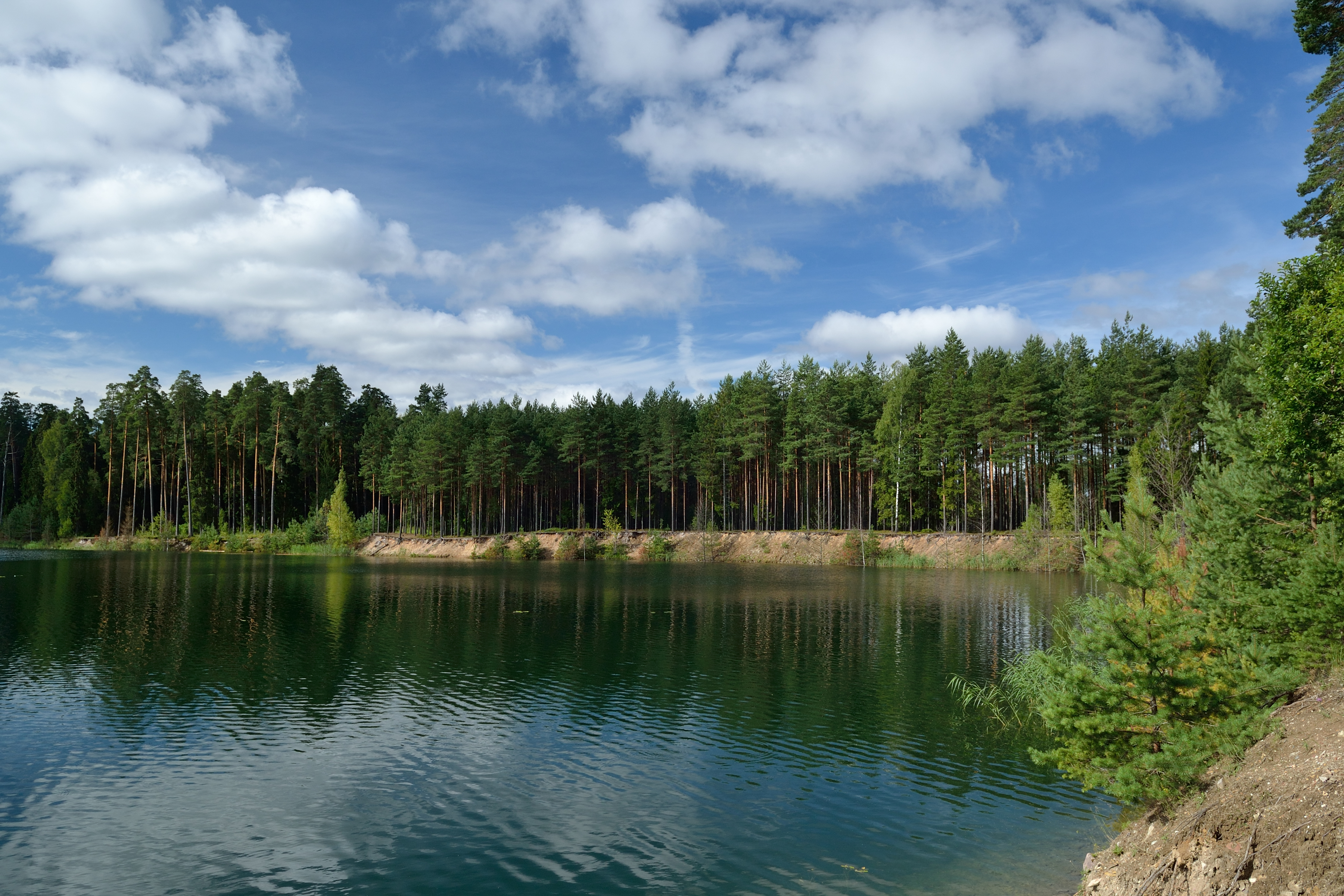
Озеро Сельяметса
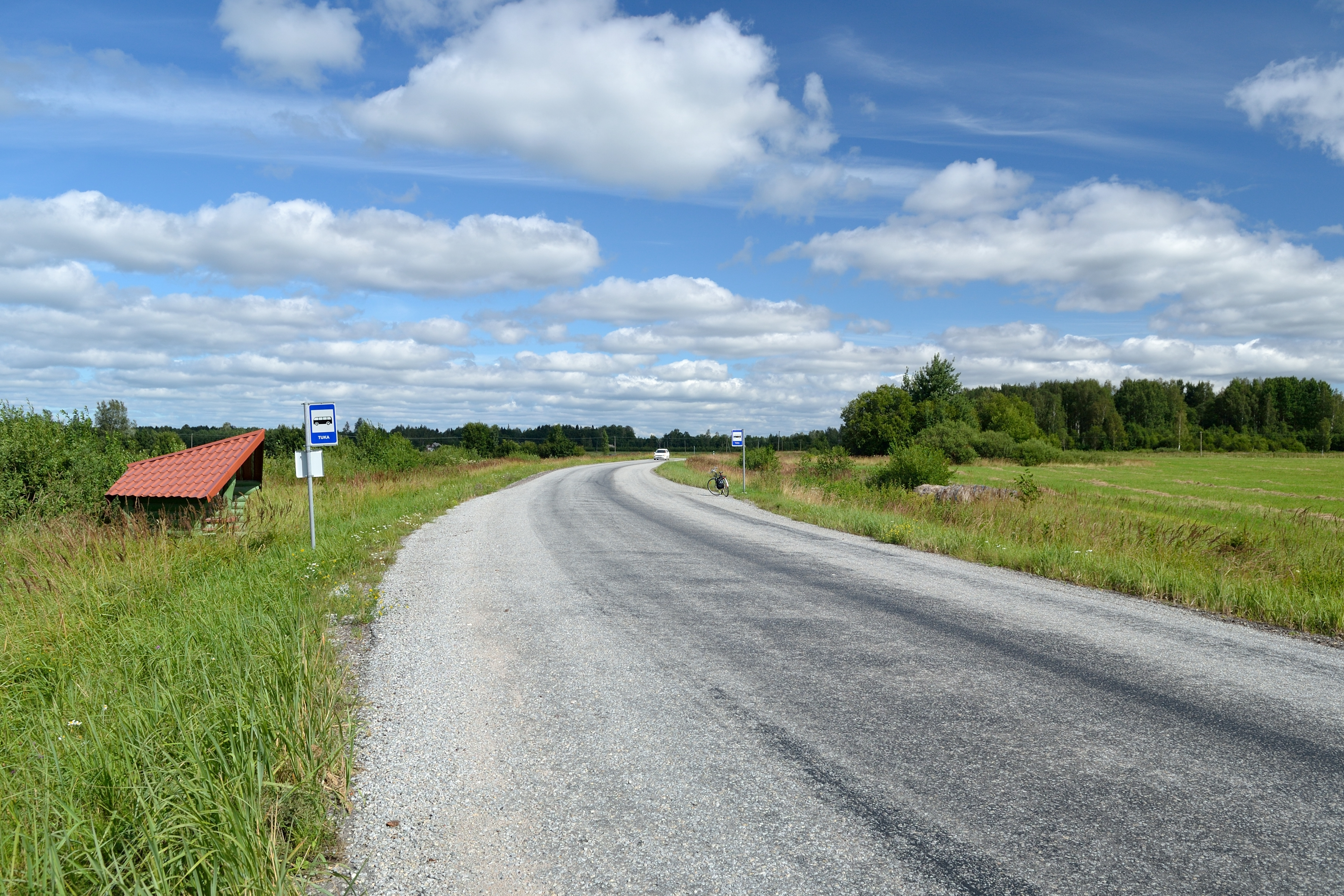
Відрізок автошляху поблизу Сельяметси

| Естонія | Це незавершена стаття з географії Естонії. Ви можете допомогти проєкту, виправивши або дописавши її. |